# П'єтро Бароне
П'єтро Бароне (італ. Pietro Barone, 9 квітня 1881, Модіка - 28 листопада 1975, Неаполь) - італійський адмірал, учасник Першої та Другої світових воєн.

## Біографія
П'єтро Бароне народився 9 квітня 1881 року у місті Модіка на Сицилії. У 1899 році вступив до Військово-морської академії в Ліворно, яку закінчив у 1901 році у званні гардемарина. Після служби на низці великих кораблів у 1905 році взяв участь в кампанії на Далекому Сході на борту крейсера «Калабрія».
Під час італійсько-турецької війни (1911-1912) у званні лейтенанта командував зафрахтованим пароплавом «Енрікетта». Під час Першої світової війни командував міноносцями «10PN», «Прочіоне» і згодом «54AS».
Після війни ніс службу як на кораблях, так і на суходолі. Зокрема, був керівником департаменту нагляду заводів Armstrong у Неаполі, потім ніс службу в технічному департаменті в Полі, далі був керівником охорони та забезпечення у Корпусі королівських військово-морських екіпажів (італ. Corpo regi equipaggi marittimi) в Таранто.
У званні капітана I рангу протягом 1933-1934 років командував важким крейсером «Пола». Пізніше був начальником штабу військово-морського командування в Неаполі, згодом - керівником арсеналу в Таранто.
Отримавши звання контрадмірала, з початком Другої італо-ефіопської війни був командувачем військово-морських сил Італії в Італійській Східній Африці. На цій посаді він відзначився розбудовою військово-морської бази в Массауа, за шо був удостоєний звання кавалера Савойського військового ордена.
Отримавши звання дивізійного адмірала, П'єтро Бароне протягом 1937-1938 років командував 5-ю морською дивізією, яка складалась з крейсерів «Джованні делле Банде Нере» та «Альберто да Джуссано».
Потім був призначений командувачем військово-морського командування на Сицилії. Залишався на цій посаді й після вступу Італії у Другу світову війну. Отримав звання ескадреного адмірала. На цій посаді займався організацією конвоїв в Італійську Північну Африку та Туніс, за що був удостоєний звання офіцера Савойського військового ордена, кавалера  Ордена Заслуг німецького орла 1-го класу і Залізного Хреста 2-го класу. Перебував на цій посаді до капітуляції Італії 8 серпня 1943 року. 
До травня 1944 року був заступником директора, а згодом директором торгового флоту. У 1951 році вийшов у запас.
Помер в Неаполі 28 листопада 1975 року.

## Нагороди

### Італійські
- Кавалер Савойського військового ордена
- Офіцер Савойського військового ордена
- Хрест «За військові заслуги»
- Великий офіцер Ордена Корони Італії
- Командор Ордена Святих Маврикія та Лазаря
- Командор Колоніального Ордена Зірки Італії

### Іноземні
- Кавалер Ордена Заслуг німецького орла 1-го класу  (Німеччина)
- Залізний Хрест 2-го класу (Німеччина)